# Versigny (Aisne)
Versigny település Franciaországban, Aisne megyében. Lakosainak száma 467 fő (2022. január 1.). Versigny Anguilcourt-le-Sart, Courbes, Couvron-et-Aumencourt, Danizy, Fourdrain, Fressancourt, Monceau-lès-Leups és Rogécourt községekkel határos.

## Népesség
A település népessége az elmúlt években az alábbi módon változott:
| Lakosok száma | 500  | 459  | 485  | 449  | 473  | 475  | 468  | 460  | 462  | 467  |
|               | 1968 | 1982 | 1990 | 2006 | 2013 | 2015 | 2017 | 2019 | 2020 | 2022 |